# Пони
Понито (на ост. френски: Poulenet – жребче, млад, незрял кон) е порода дребен кон. В сравнение с останалите коне, понитата имат по-дебели гриви и опашки, по-къси крака, по-тежки кости, по-дебел врат, и по-къси глави с по-широки чела.
За да бъде определен един кон за пони, той трябва да отговаря на няколко условия, но основният критерий е височината. Според общоприетите стандарти за пони се счита кон с височина под 147 cm (но има и изключения).
Понитата произлизат от примитивни коне, които са обитавали Северна Европа, Франция и Британските острови.

## Породи
Съществуват над 100 вида различни породи понита, разпространени из целия свят. Някои от най-известните са:
- Шотландско пони (Shetland pony) – с височина 95-104 cm
- Конемара пони (на ирландски: Capaillín Chonamara) – произхожда от Ирландия, има височина 132-152 cm
- Хокайдо пони (на японски: 北海道和種) – произхожда от Япония, има височина 132-137 cm
- Уелско пони (Welsh Pony)
- Ексмоор пони (Exmoor pony)
- Дартмоор пони (Dartmoor pony)
- Ню-форест пони (New Forest pony)
- Американско пони
- Аржентинско пони
- Исландско пони